# Przejma (Gmina Iłów)
Pour les articles homonymes, voir Przejma.
Przejma  [ˈpʂɛi̯ma] est un village polonais de la gmina d'Iłów dans le powiat de Sochaczew et dans le voïvodie de Mazovie.